# Schlier
Schlier är en kommun (tyska Gemeinde) i Landkreis Ravensburg i förbundslandet Baden-Württemberg i Tyskland.
Kommunen ingår i kommunalförbundet Gullen tillsammans med kommunerna Bodnegg, Grünkraut och Waldburg.